# Mohammed Camara
Mohammed Camara, semplicemente noto come Mo (Conakry, 25 giugno 1975), è un ex calciatore guineano, di ruolo difensore.

## Carriera

### Club
Terzino sinistro, vanta 16 presenze in Ligue 1, 1 sola in Premier League e 2 incontri di UEFA Champions League. I Wolves lo prelevano dal Le Havre per 150.000 euro.

### Nazionale
Ha partecipato alla Coppa d'Africa del 1998.

## Palmarès

### Club

#### Competizioni nazionali
- Campionato scozzese: 2

Celtic: 2005-2006